# Síntrono
Síntrono (em grego: σύνθρονον; romaniz.: synthronon; em latim: synthronum) é uma estrutura semicircular em camadas na parte de trás do altar na abside litúrgica de uma igreja ortodoxa oriental que combina bancos reservados para o clero, com o trono do bispo no centro. O termo é conhecido pelo menos desde o século V. Alguns síntronos bem preservados existem nas igrejas bizantinas do século VI de Santa Irene e Santa Eufêmia em Constantinopla. Essas estruturas eram altas o suficiente para permitir um espaço para uma passagem por baixo e ao longo da parede da abside. De acordo com Pseudo-Germano do século VIII, a ascensão do bispo ao síntrono simbolizava tanto o sacrifício de Cristo quanto a glória subsequente, enquanto o hierarca sentado no trono e ladeado pelo clero representava Cristo entre seus discípulos.